# 157
Glej tudi: število 157
157 (CLVII) je bilo navadno leto, ki se je po julijanskem koledarju začelo na petek.

## Dogodki
- 1. januar